# Kawasaki ZZ-R 1200

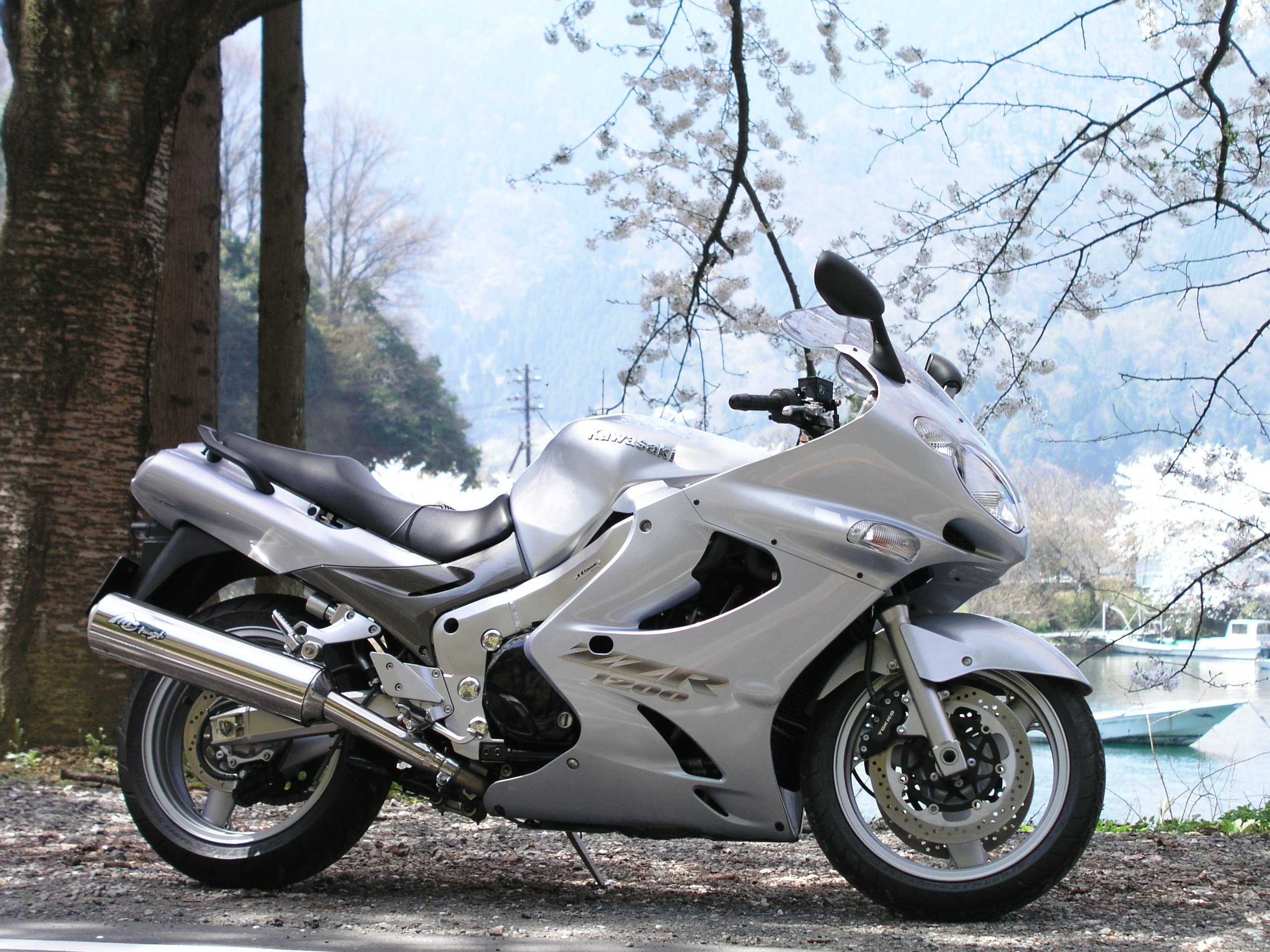
Kawasaki ZZR 1200

De Kawasaki ZZR 1200 is een motorfiets van het type Sport Tour. Het is de opvolger van de ZZR-1100.